# Isola Hoste
L'isola Hoste (in spagnolo  isla Hoste) è una delle isole più australi del Cile, nell'arcipelago della Terra del Fuoco, inquadrata amministrativamente nella Regione di Magellano e dell'Antartide Cilena e nel comune cileno di Cabo de Hornos. La parte occidentale dell'isola fa parte del Parco nazionale Alberto de Agostini. La punta sud dell'isola è il cosiddetto falso capo Horn, nella penisola Hardy. L'altitudine maggiore dell'isola è di 1 402 metri.

## Geografia
Si trova a sud della bocca occidentale dello stretto di Beagle, che porta verso l'oceano Pacifico. Costituisce il fianco sud della parte terminale del medesimo stretto; dall'altro lato si trova l'isola Grande della Terra del Fuoco. Verso est il canale Murray la separa dall'isola Navarino.
Ha un'area di 4 117 km², estensione che la rende la terza maggiore isola dell'arcipelago della Terra del Fuoco, dopo l'isola Grande della Terra del Fuoco (47 992 km²)e l'isola Riesco (5 005 km²) e prima dell'isola Santa Inés.
Ha un'orografia abbastanza levigata, con la punta più elevata che giunge a 1 402 metri. L'isola è ricoperta in gran parte dalla tundra e da ghiacciai. Il clima, nelle zone più basse, è quello della tundra isotermica, molto piovoso, con fortissimi venti circumpolari (200 km/h) prevalentemente da ovest. Nonostante questo, l'isola Hoste possiede gli alberi alla latitudine più meridionale nella Terra (Nothofagus antarctica).

## Storia
L'isola fu esplorata da una spedizione scientifica francese verso la fine del XIX secolo.
Prima di allora c'erano stati dei falliti tentativi da parte del governo cileno di installarvi fattorie per l'allevamento dei bovini, dopo i quali l'isola venne abbandonata.
Fino al XX secolo alcune famiglie Yamana vivevano sull'isola, ma questo popolo indigeno scomparve dopo essere venuto a contatto con avventurieri e pescatori. Da allora l'isola risulta virtualmente disabitata.
Il censimento del 1992 riporta una popolazione di 6 persone in tre abitazioni nella zona censuaria di Hoste, ma alcune di loro potrebbero essere state residenti in una o più delle vicine isole minori appartenenti allo stesso distretto.
Nel 1978 l'isola venne utilizzata come base per le navi da guerra cilene durante la Operazione Soberanía.

## Nella cultura popolare
Nel romanzo Magellania, Jules Verne descrive una repubblica immaginaria sull'isola.